# Casa de Louis Penfield

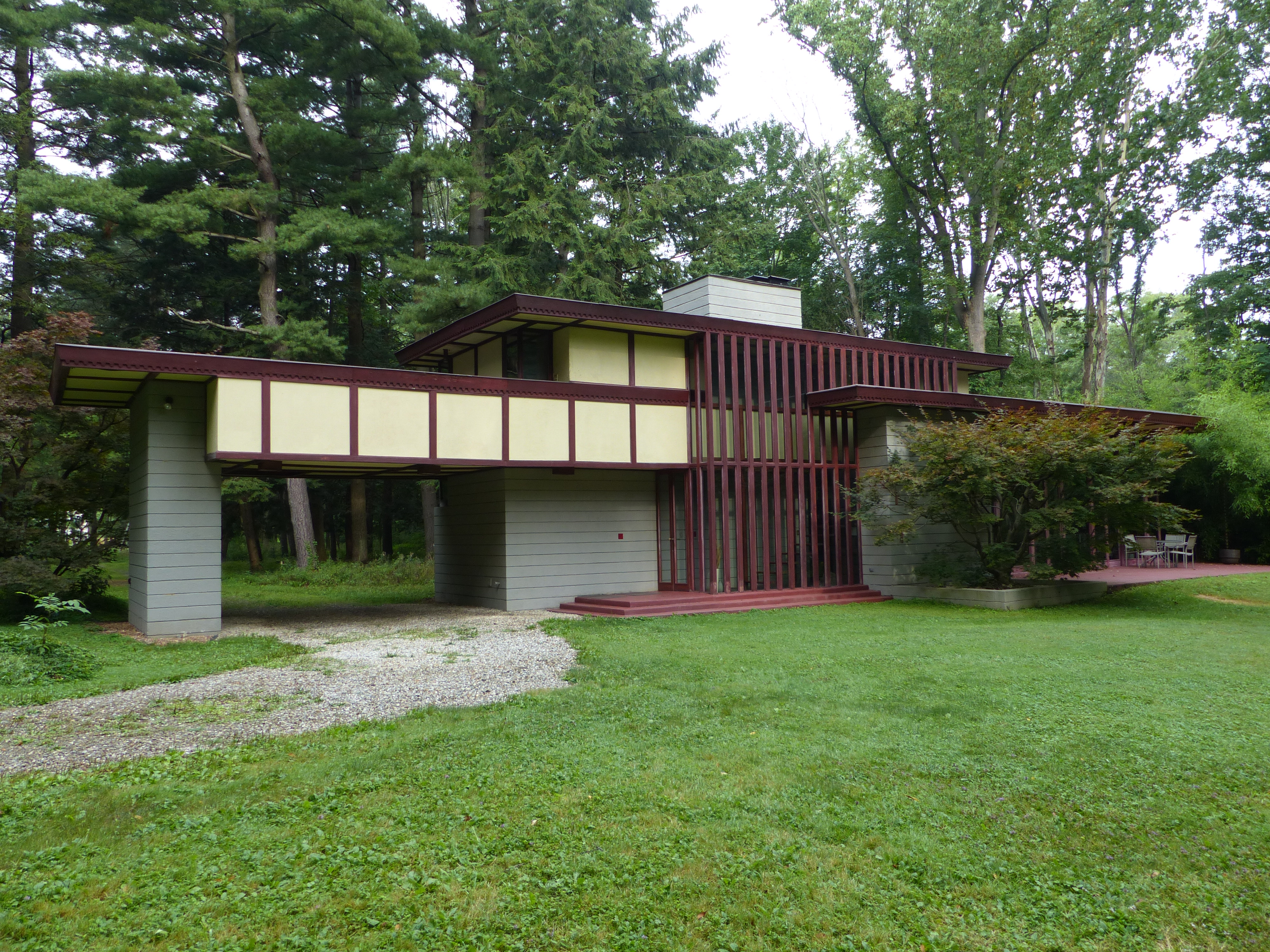
Louis Penfield House

La casa de Louis Penfield es una casa construida por Frank Lloyd Wright, ubicada en Willoughby Hills, Ohio.  Es una de las nueve casas usonianas de Wright en Ohio. 

## Historía y características
Louis Penfield, un pintor y conocido de Wright, encargó al arquitecto que diseñara una casa que se acomodara a sus  2,03 m de altura. Esta casa, construida en 1955, es única por sus puertas altas, ya que Wright prefería las entradas bajas. 
Notablemente larga y estrecha en comparación con un hogar promedio, la casa tiene una "escalera flotante" sostenida por vigas de techo, una entrada de cuello de botella y varias paredes hechas casi en su totalidad de ventanas, una de las cuales ofrece una vista panorámica del exterior. El esquema de color básico de la casa se centra en madera teñida de rojo y paredes ocres. 
Penfield demostró ser tan dogmático en asuntos de finanzas como Wright en temas de diseño, y cesó la construcción cuando se alcanzó el presupuesto original de Wright de 25.000 $. Algunos años después de la muerte de Louis, la familia se mudó y la mantuvo como una propiedad de alquiler durante cinco años.
La casa permaneció sin algunos de los muebles y gabinetes propuestos hasta que el hijo de Louis, Paul, heredó la casa y completó personalmente los detalles restantes del diseño original, junto con una extensa restauración con un costo de alrededor de 100.000 USD.
En 1959, Wright diseñó una segunda casa para los Penfields en la misma propiedad de 30 acres "Riverrock", considerada la última comisión residencial de Wright, que se construiría de piedra recolectada del cercano río Chagrin. Los Penfield recibieron los planos la semana del funeral de Wright, pero la casa permaneció sin construir.
Desde 2003, Louis Penfield House ha sido una de las pocas casas diseñadas por Wright donde los huéspedes pueden pasar la noche. En septiembre de 2017 estaba en venta por 1,3 millones de dólares.

## Galería

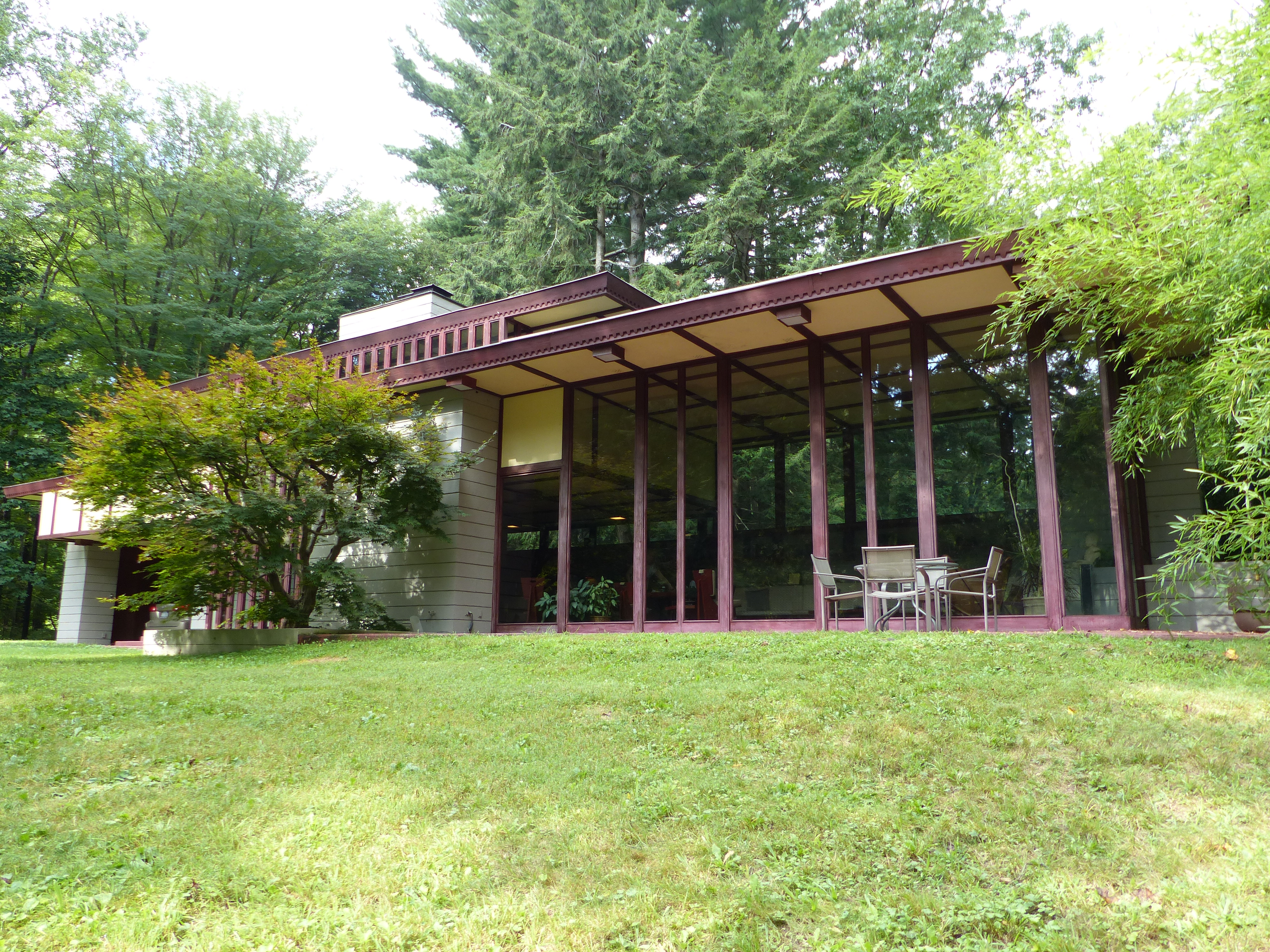
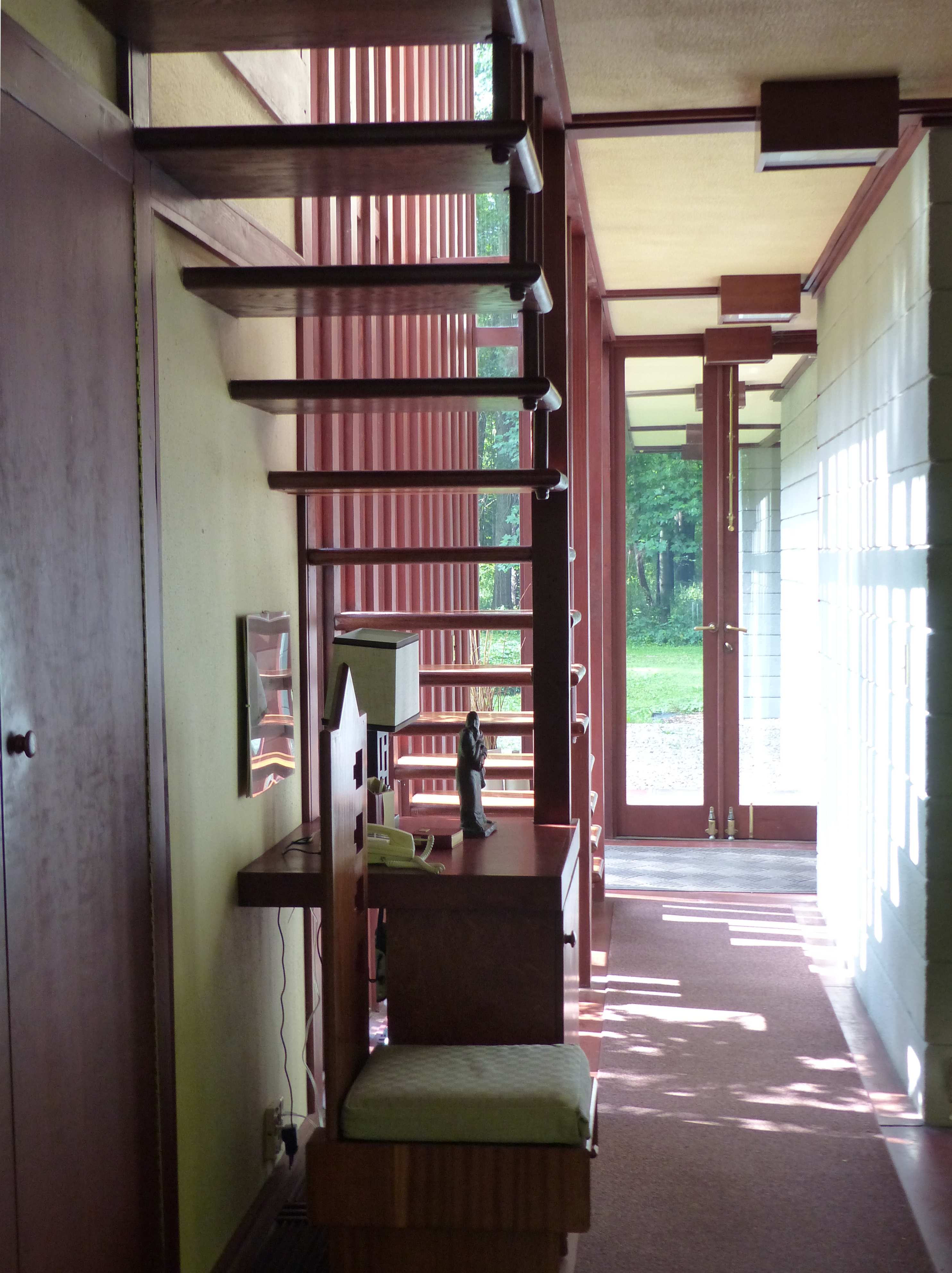
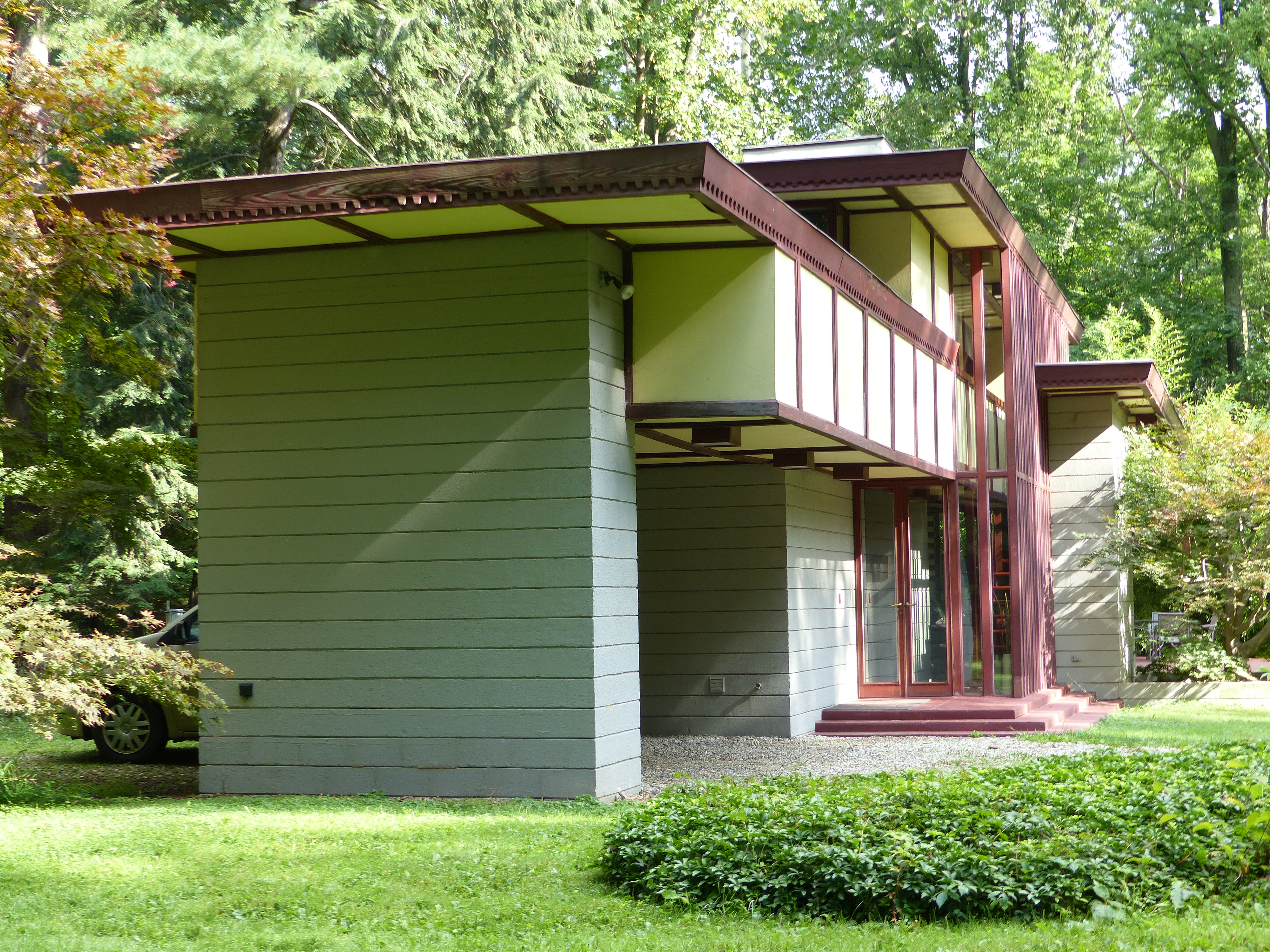
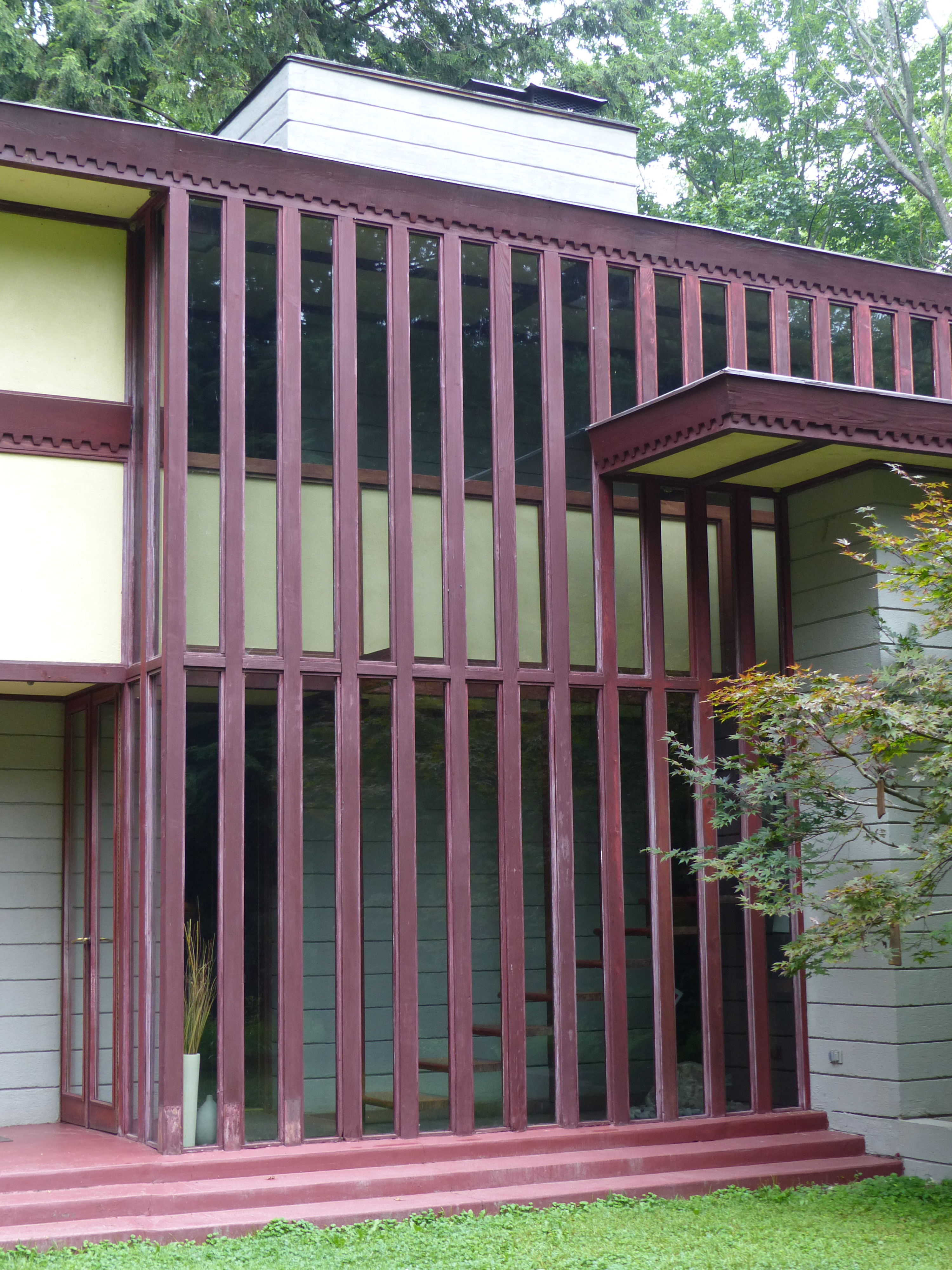
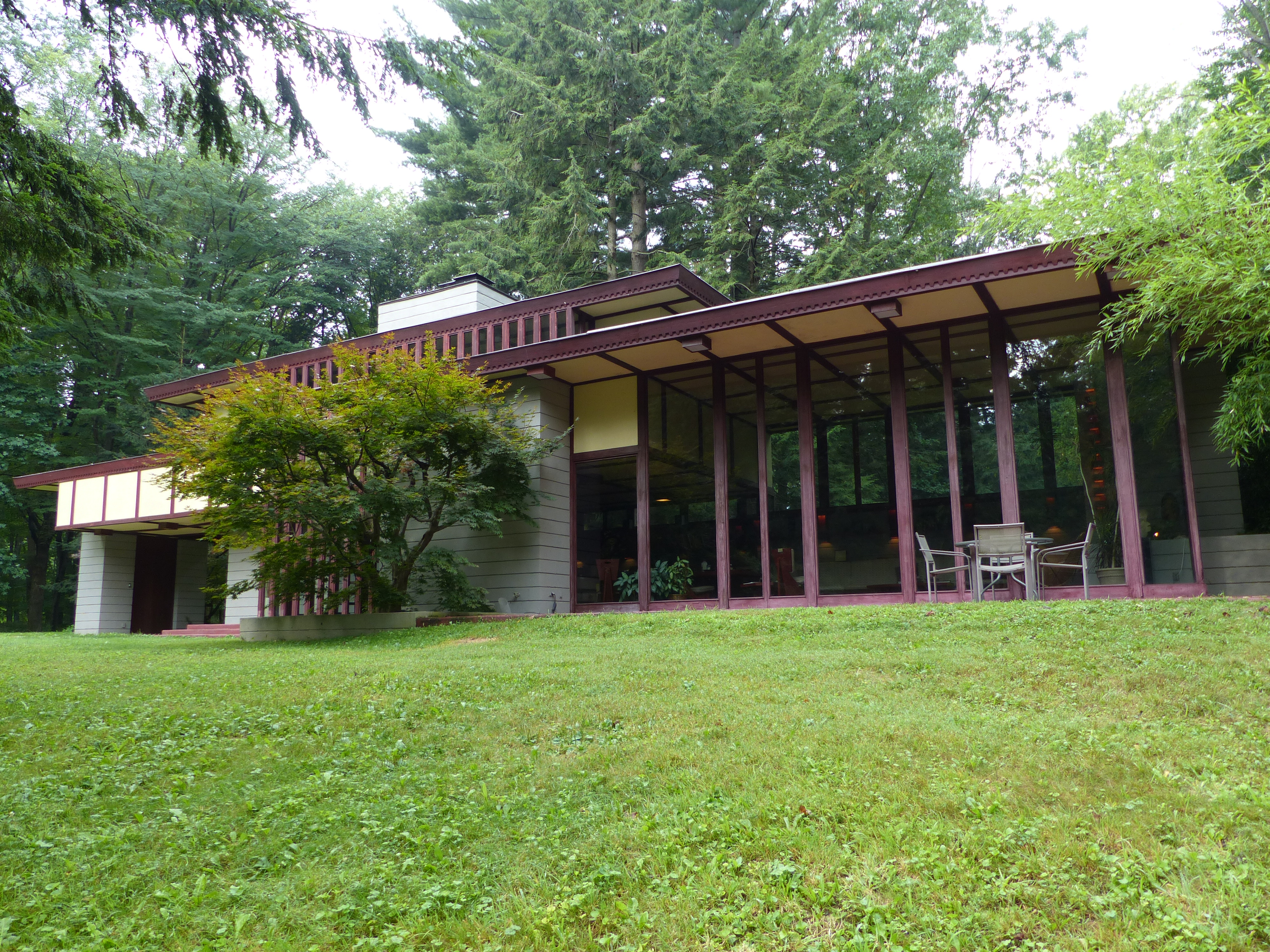
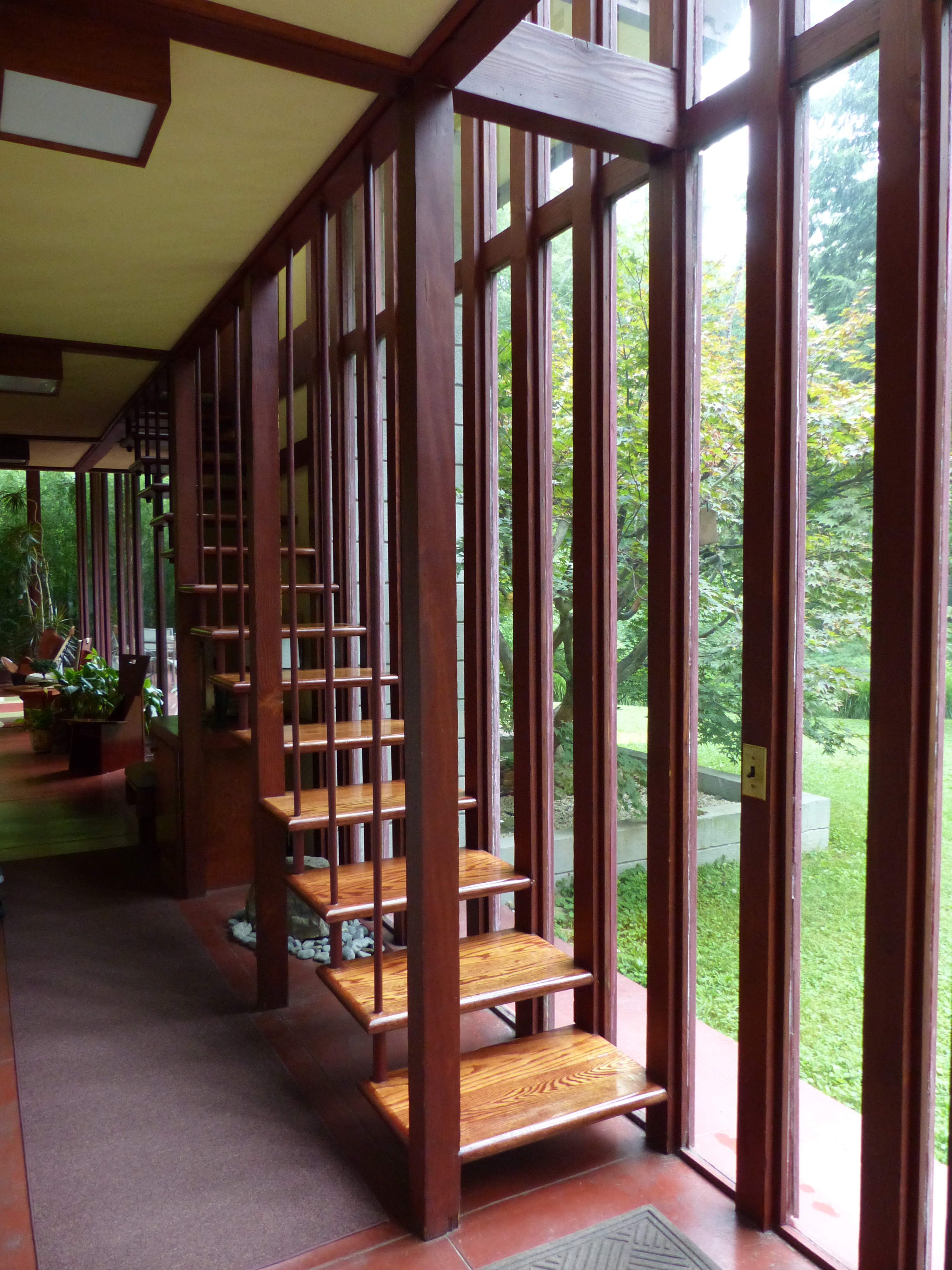
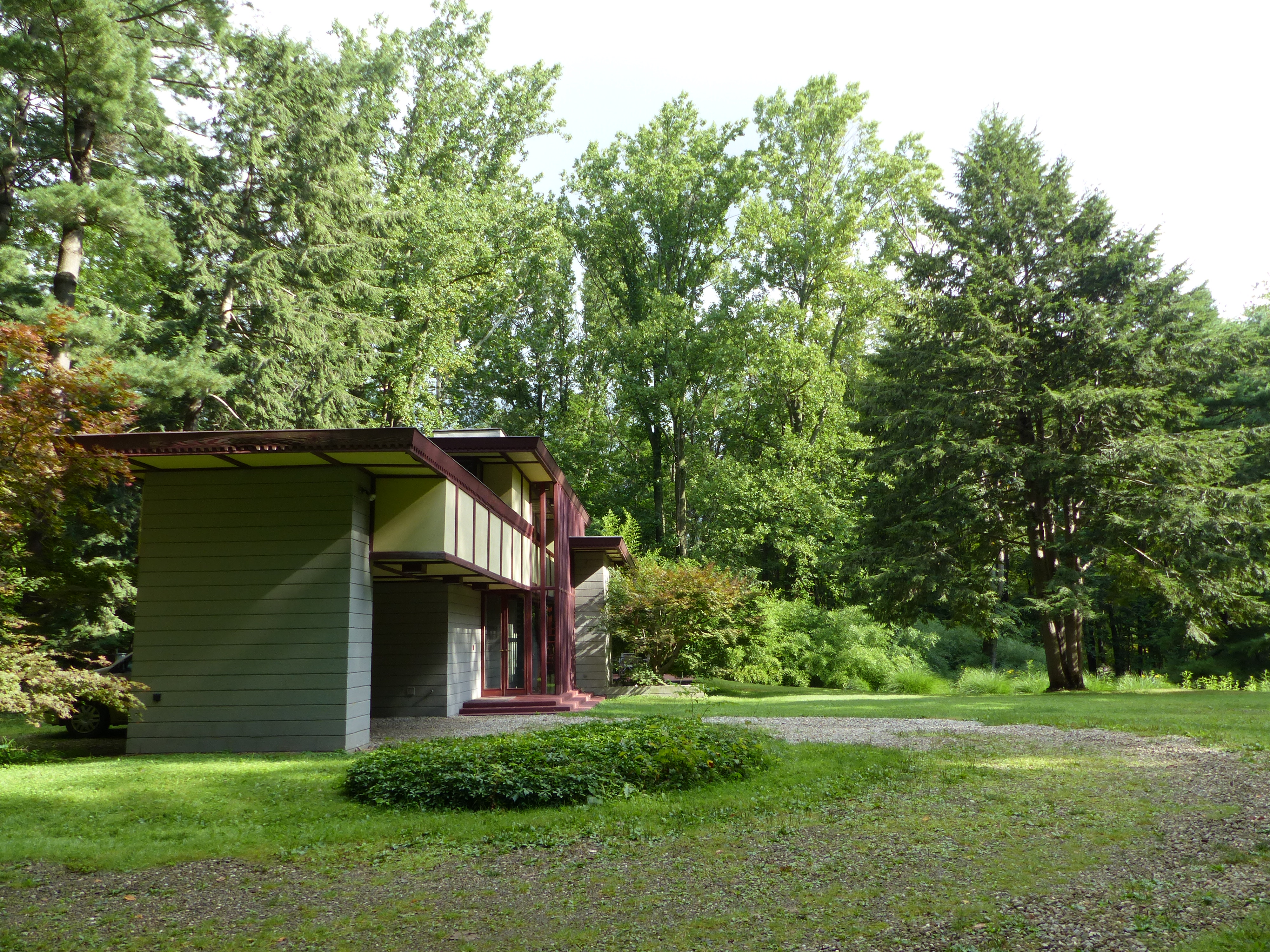
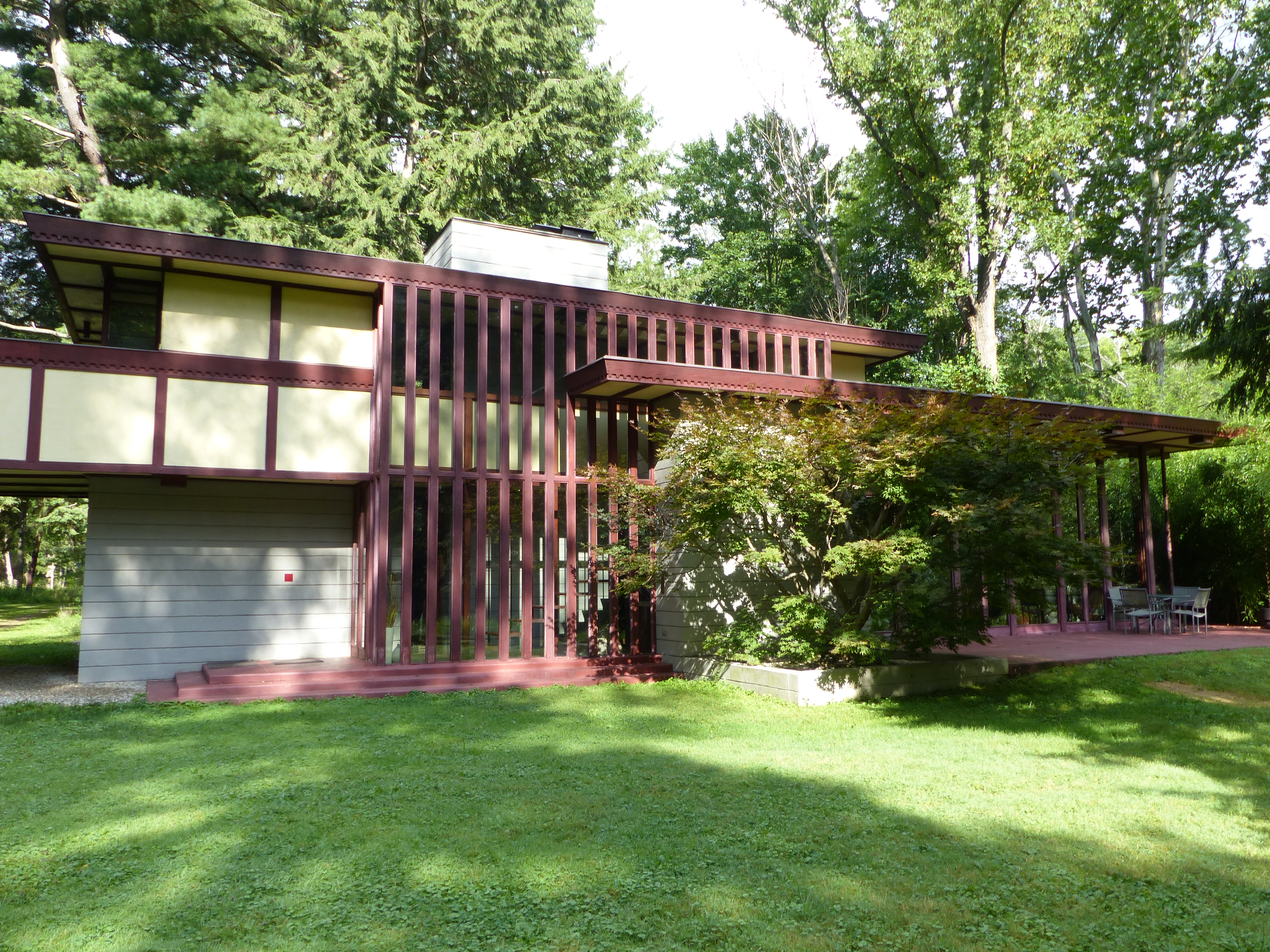
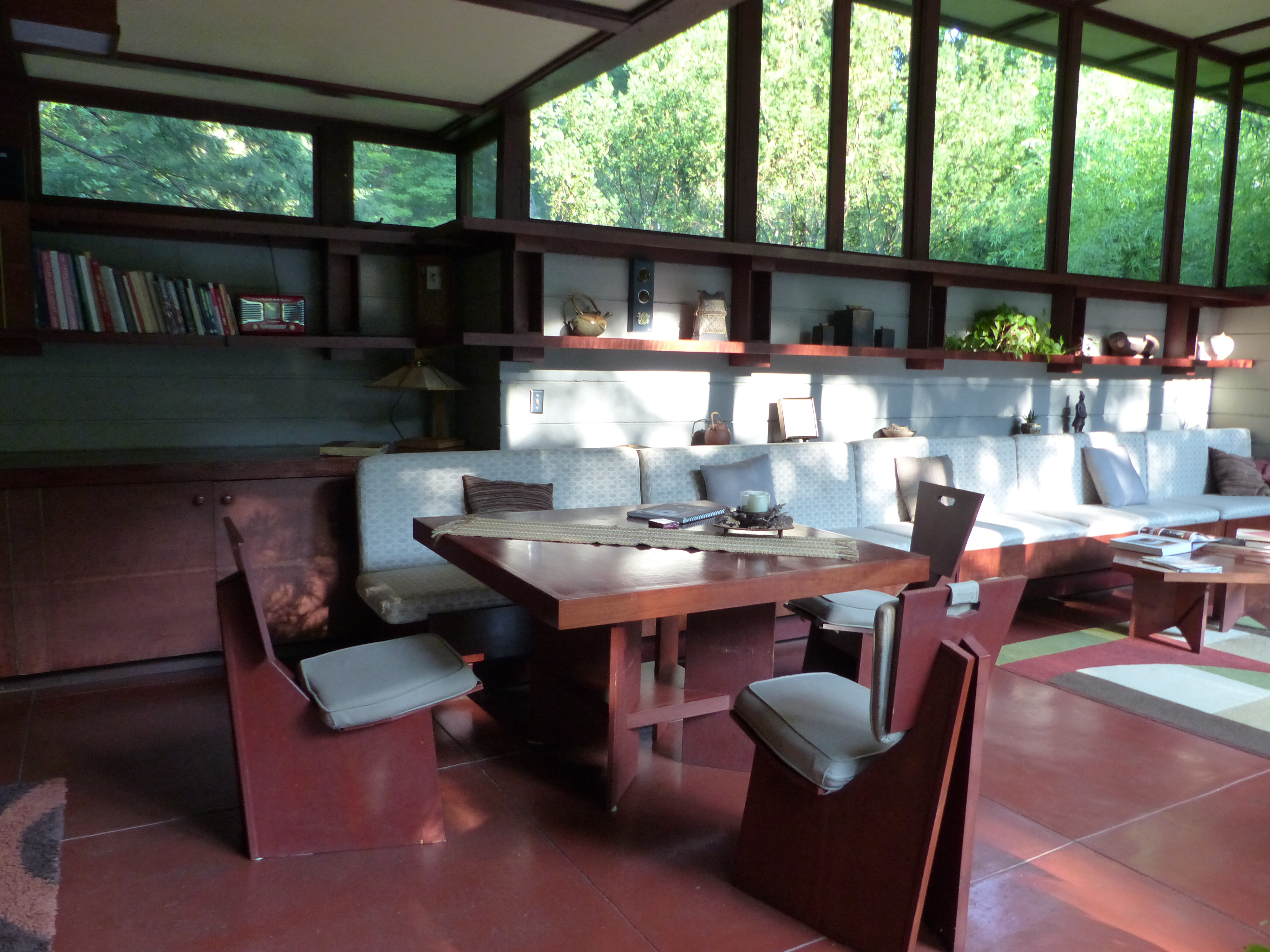
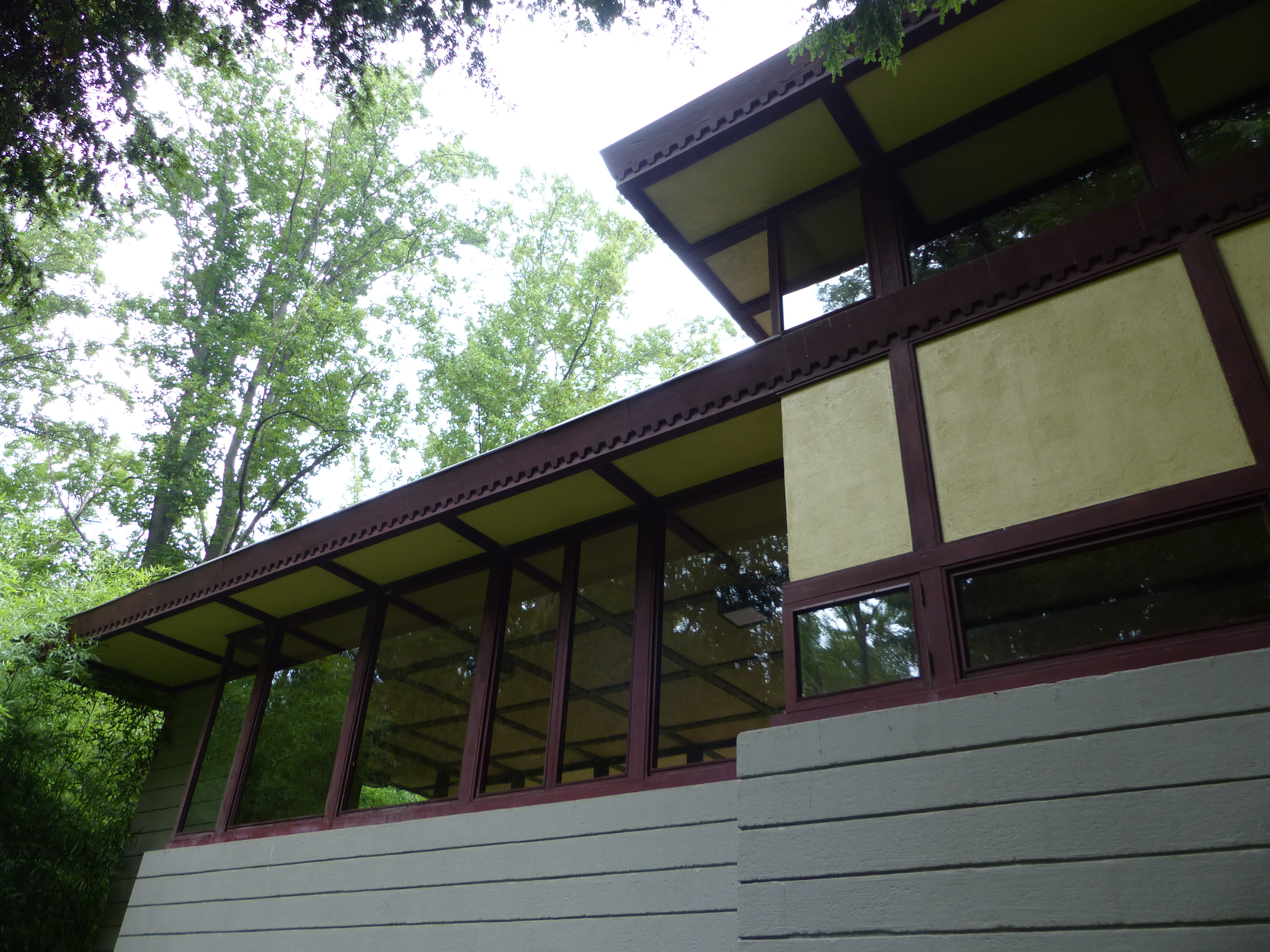
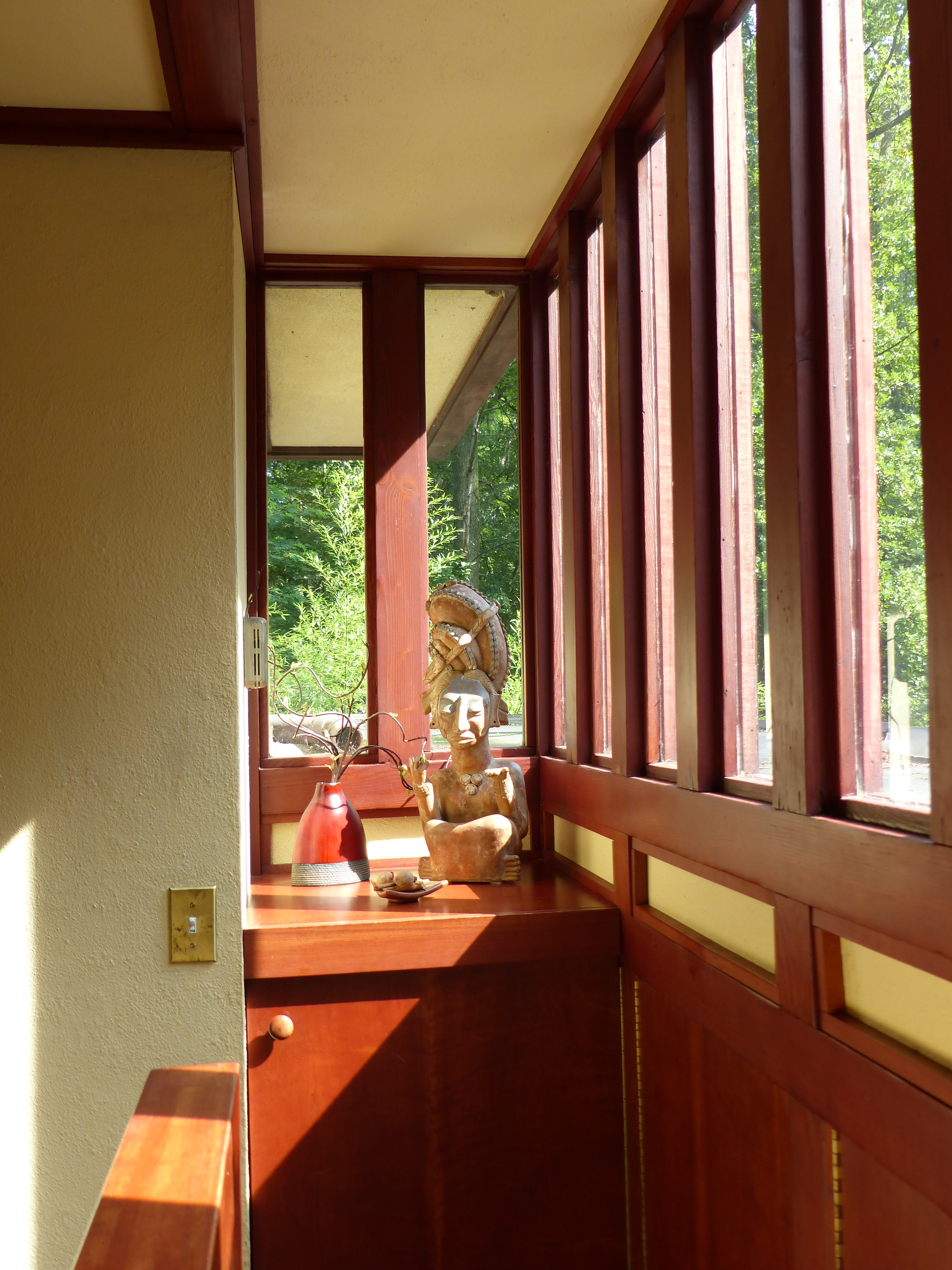
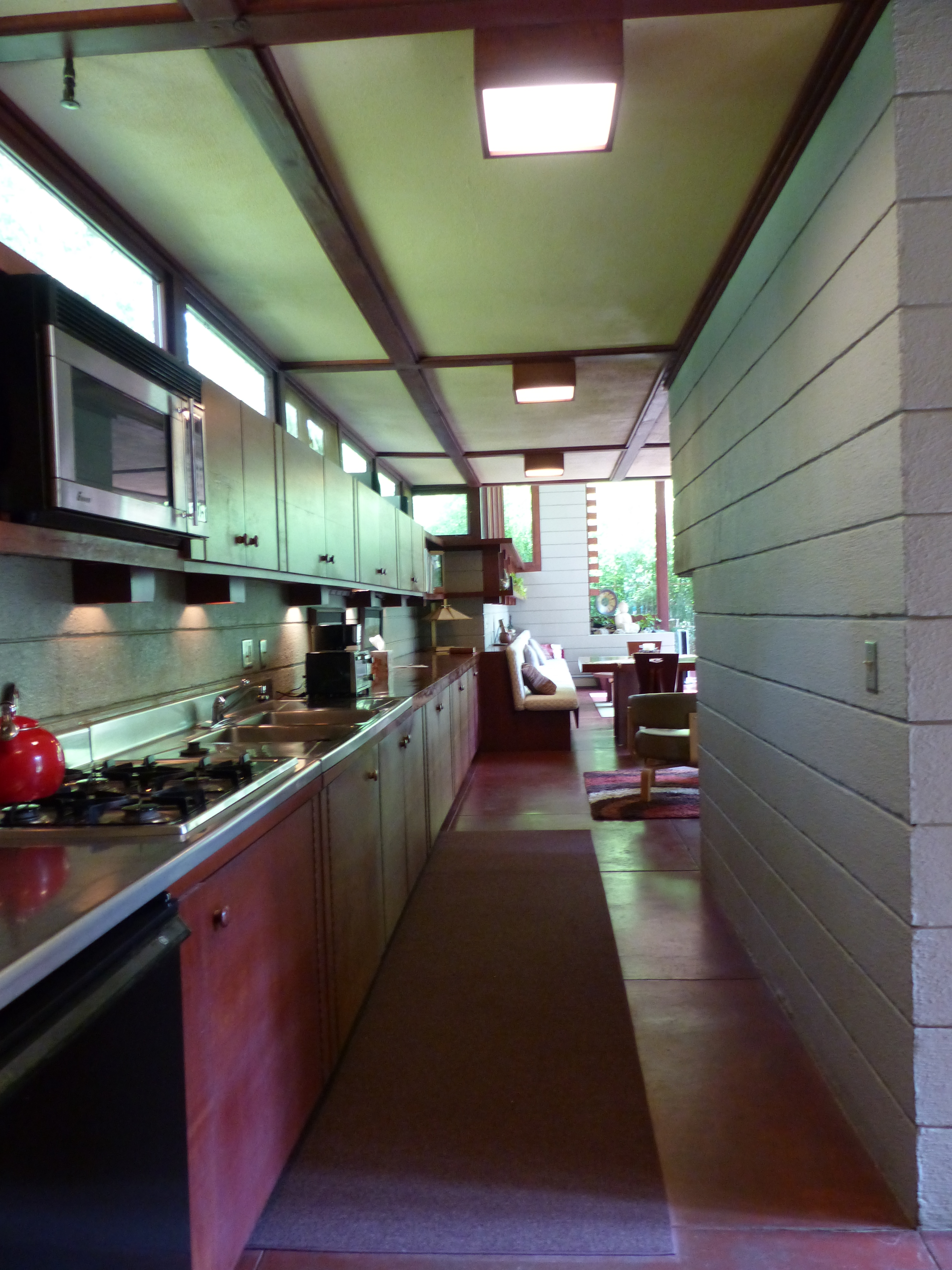
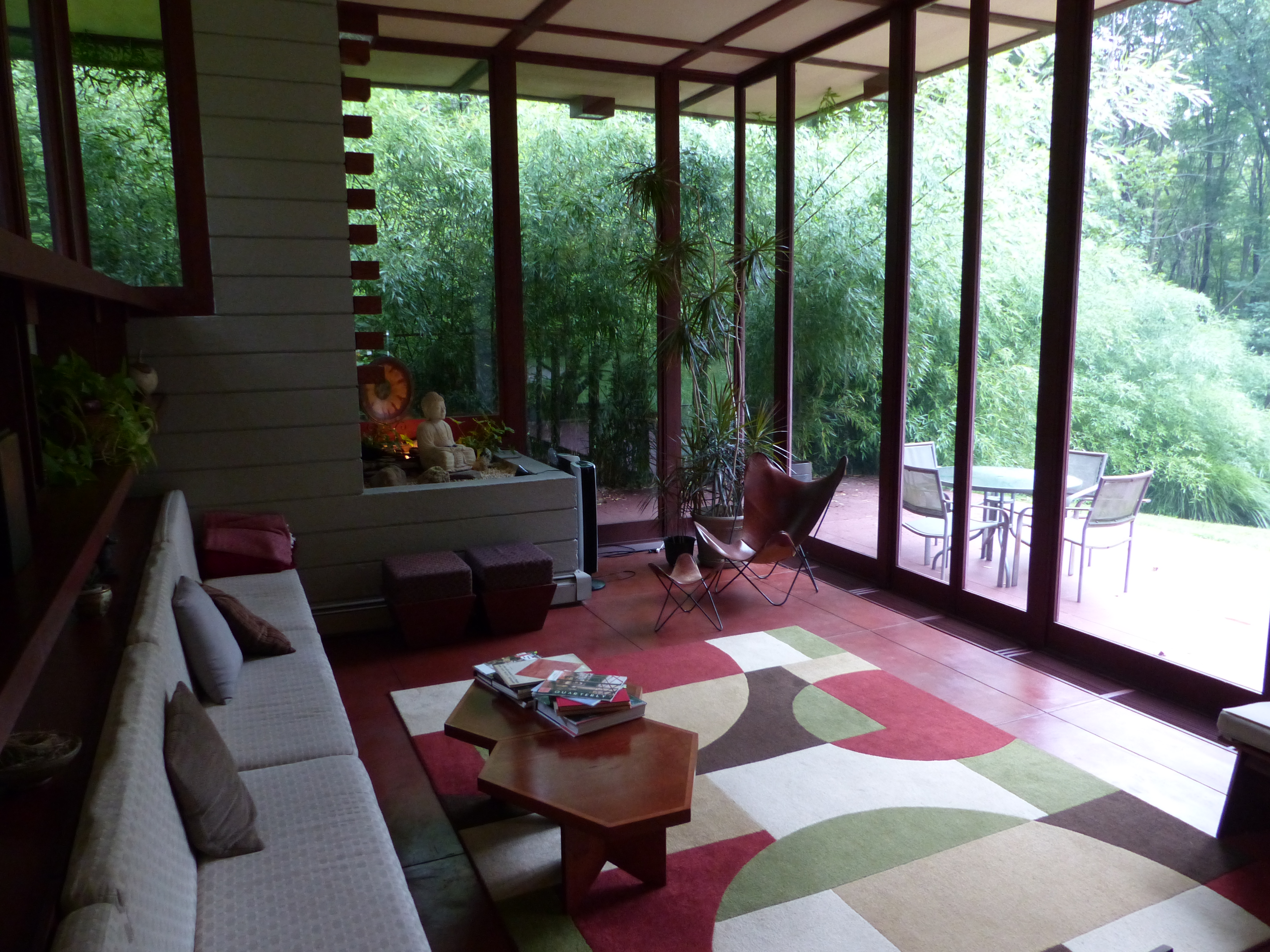
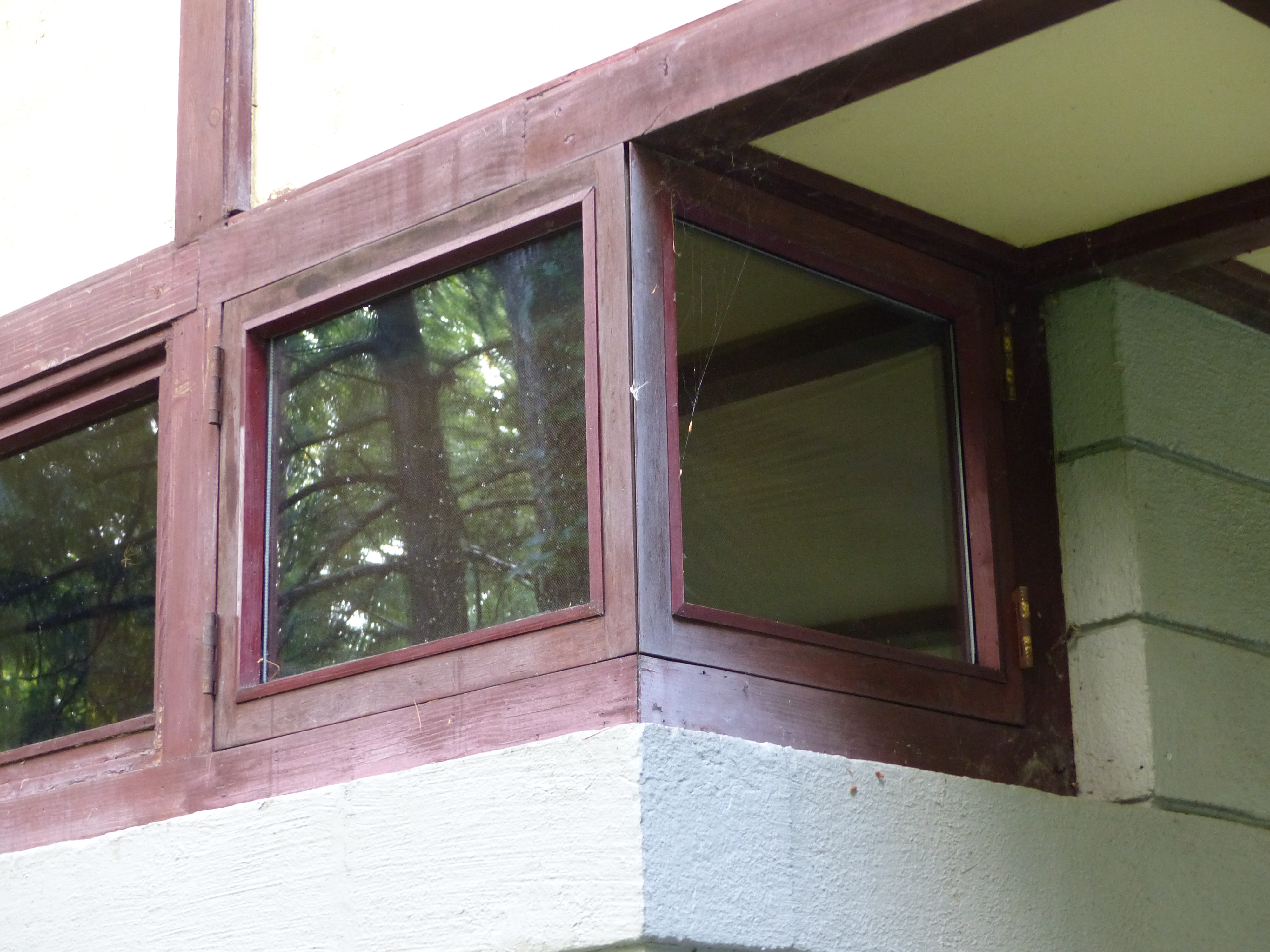
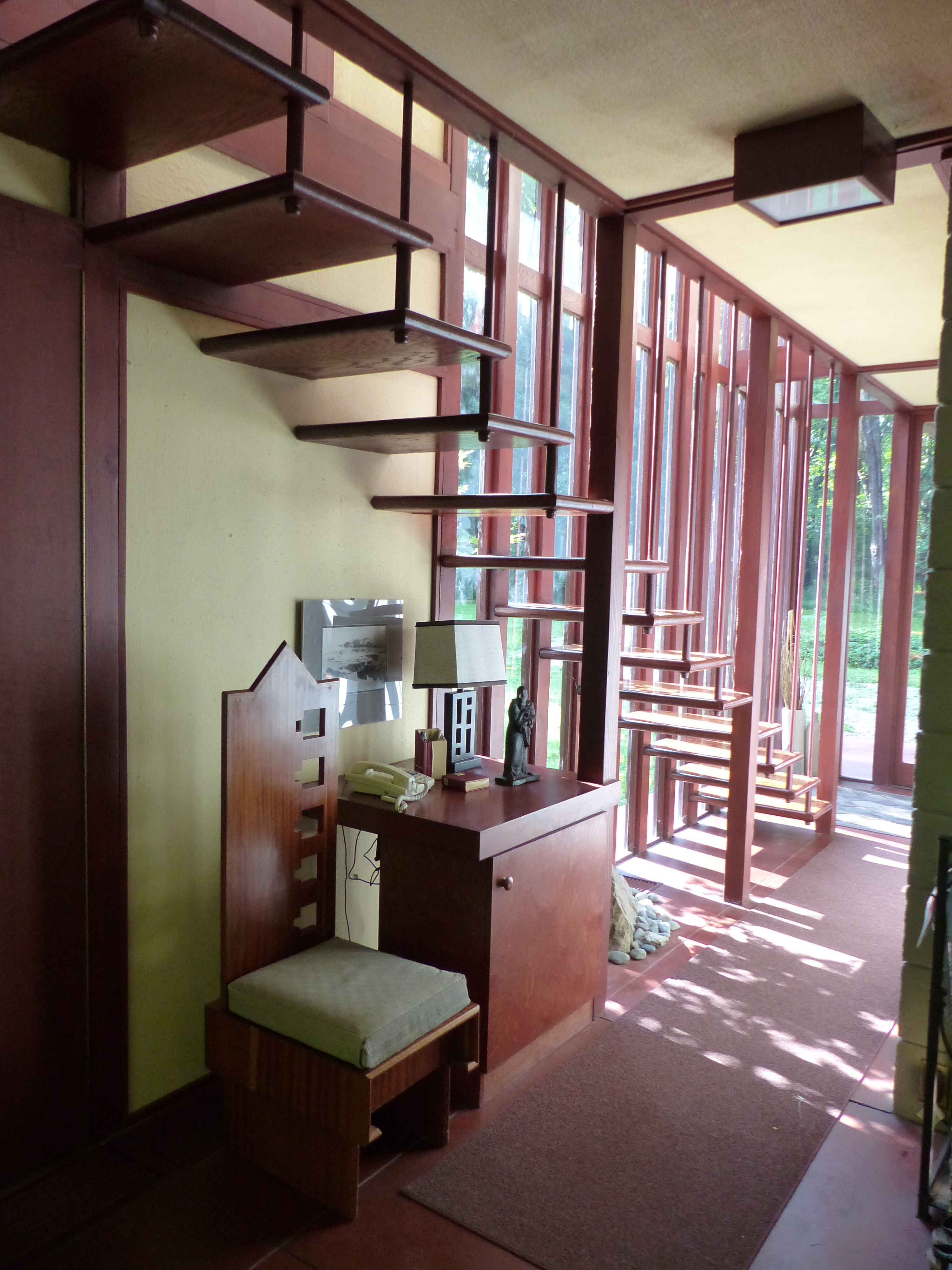
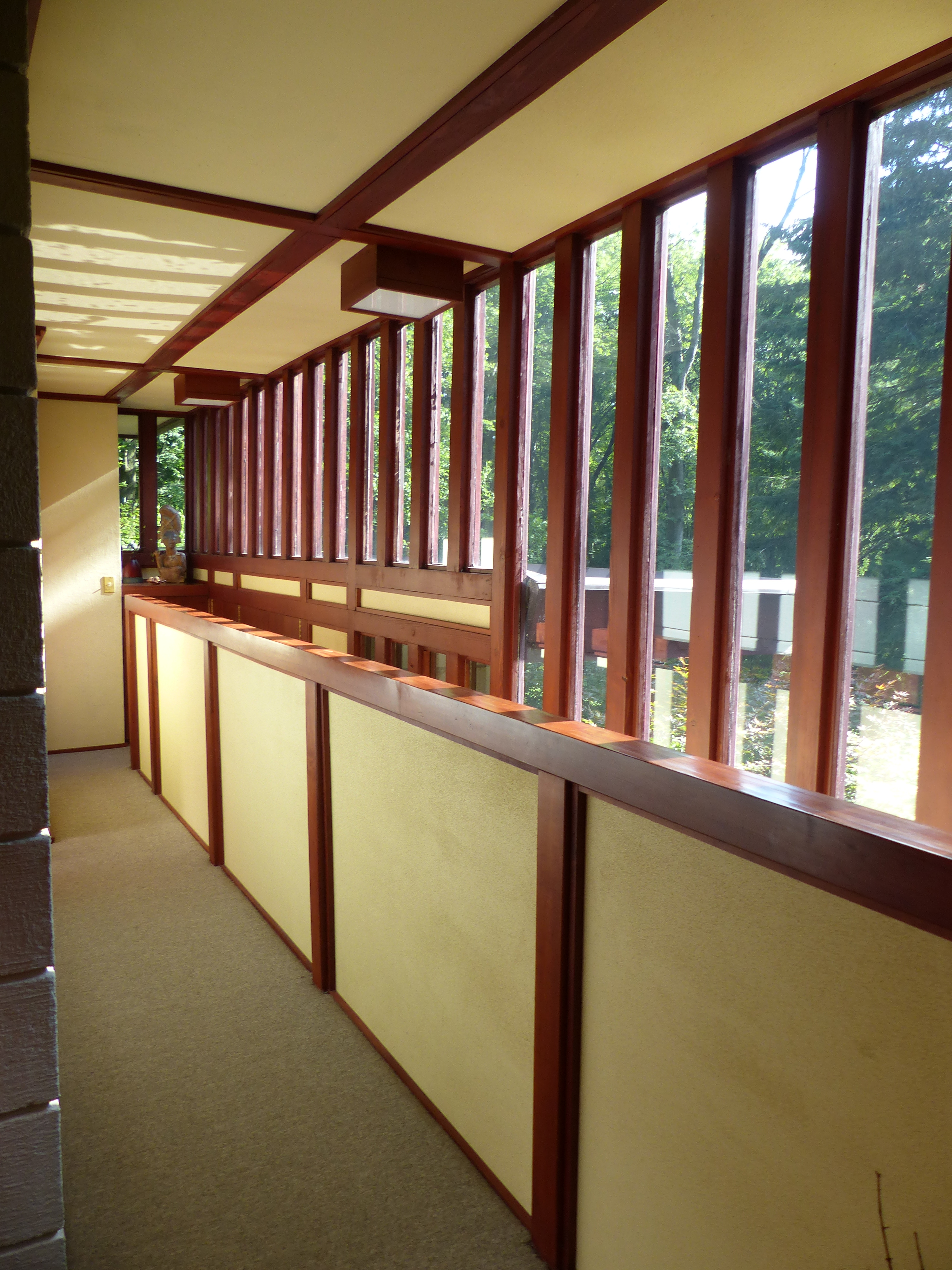
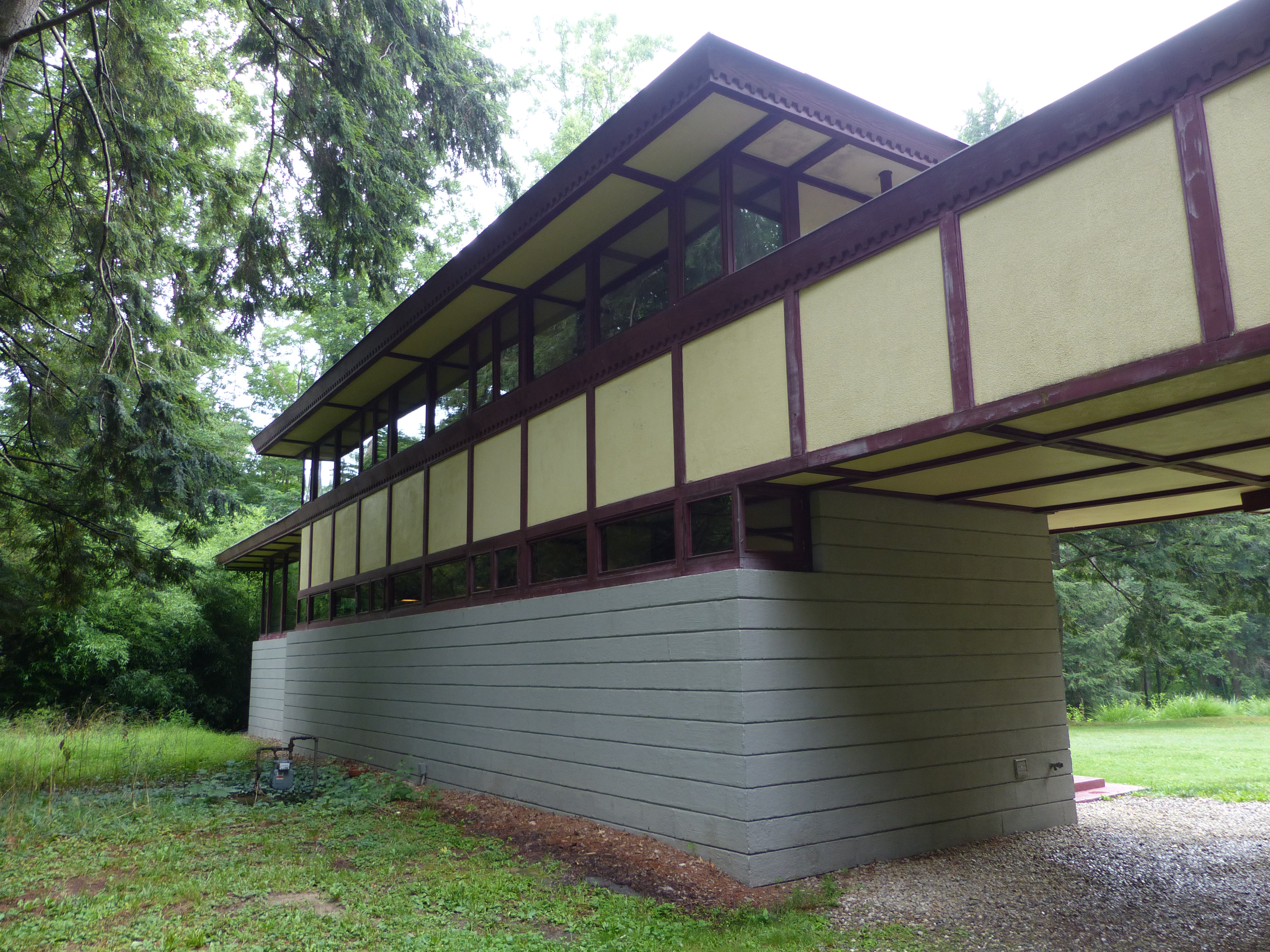
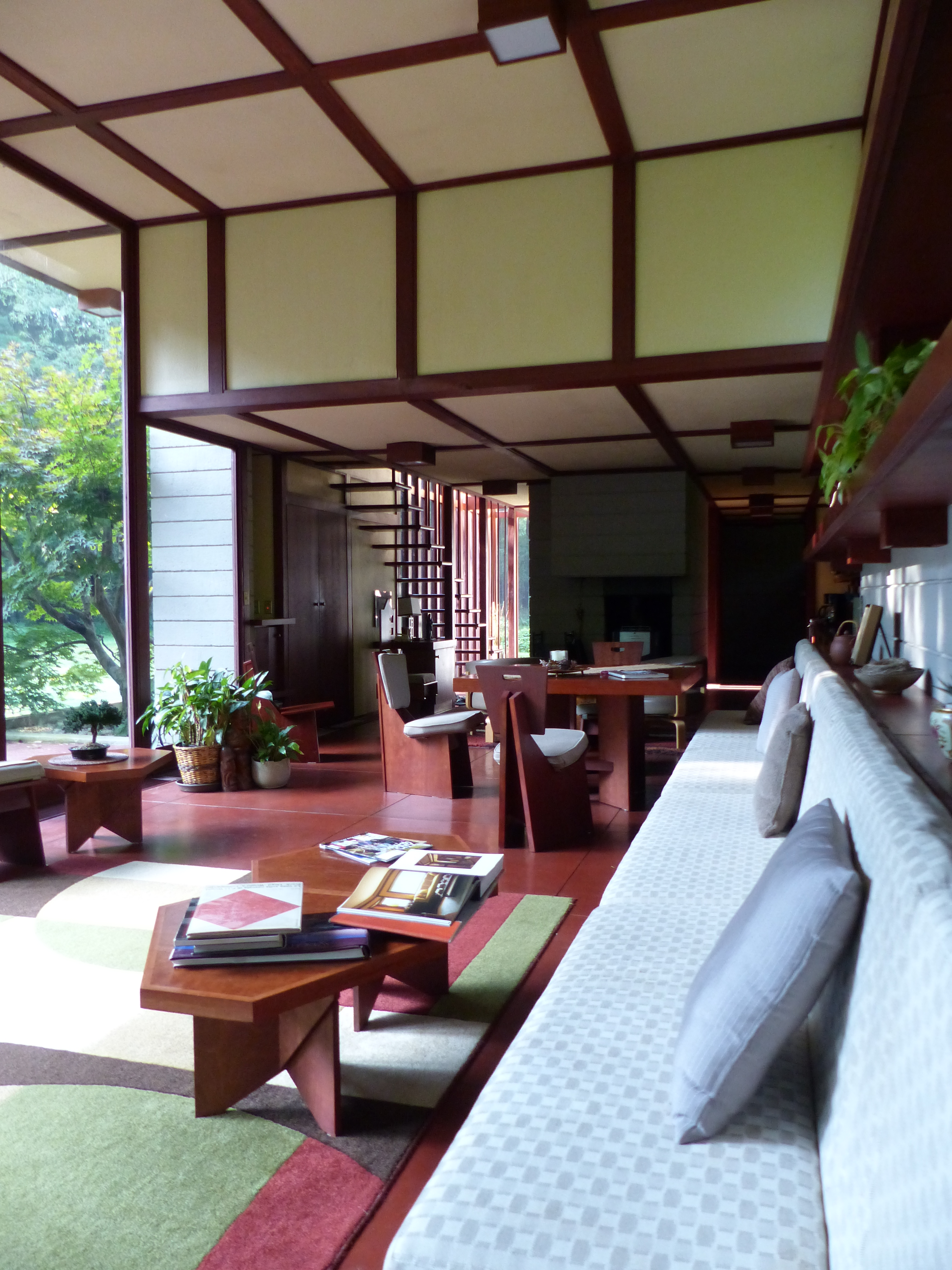
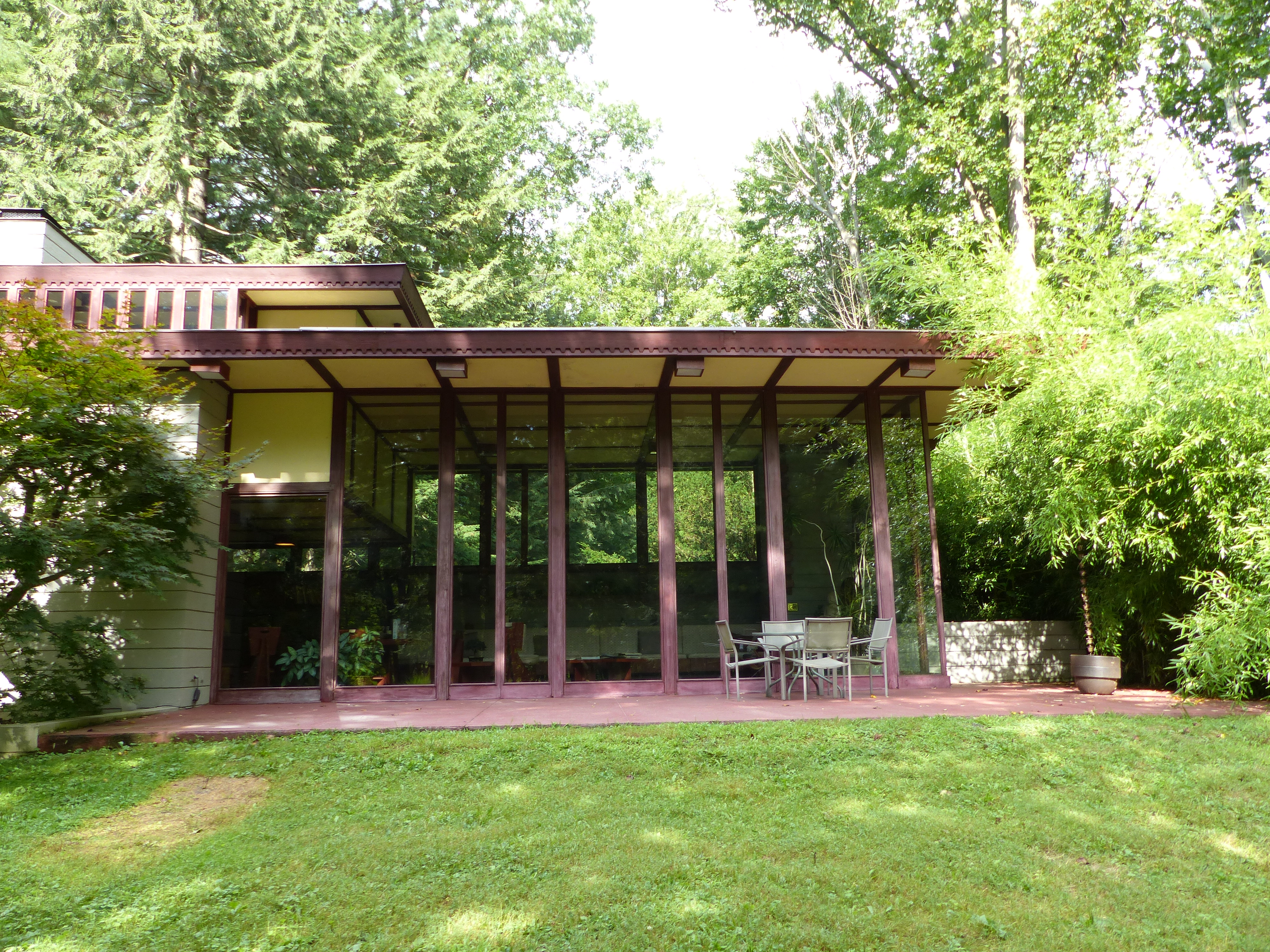
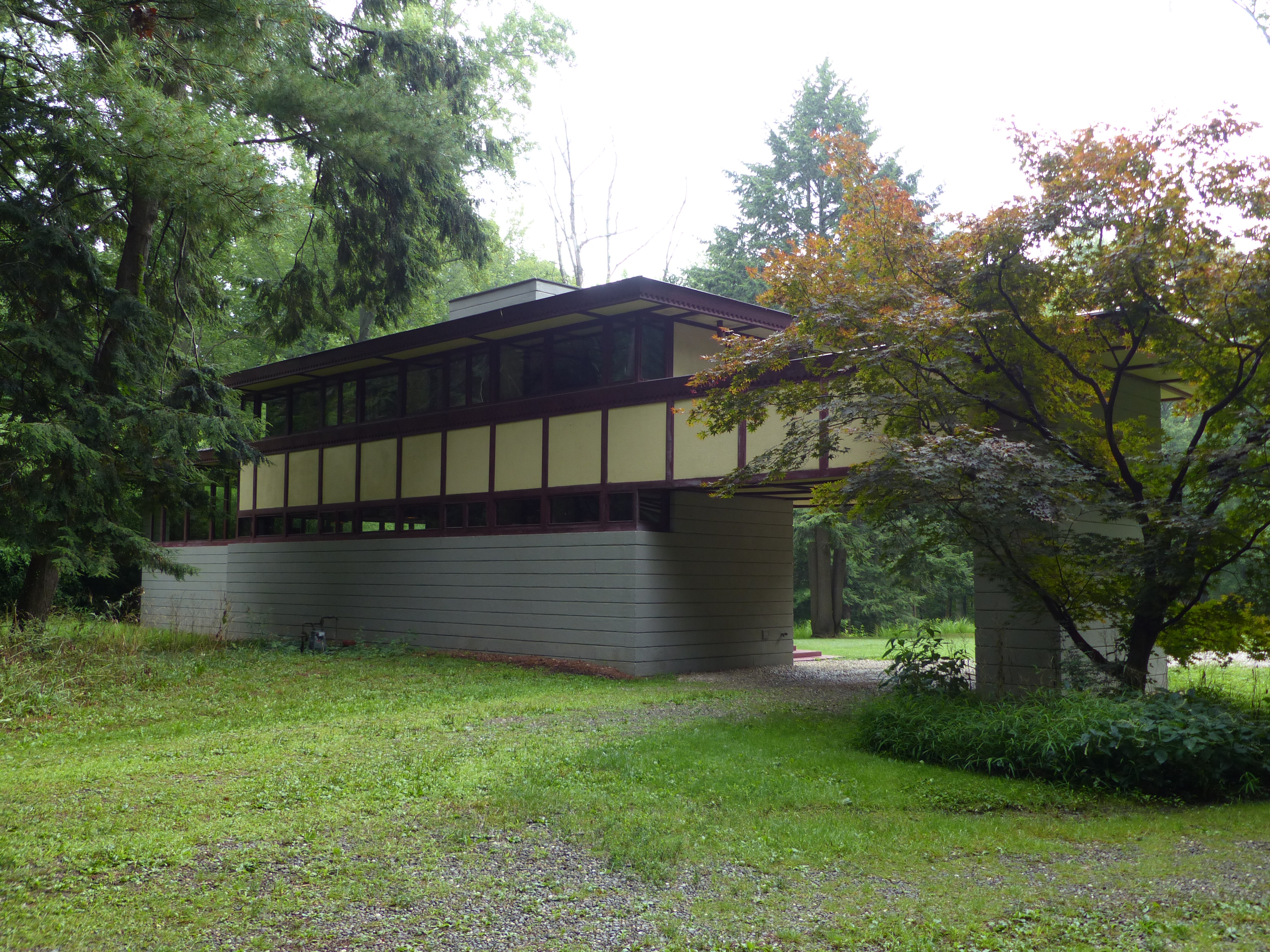
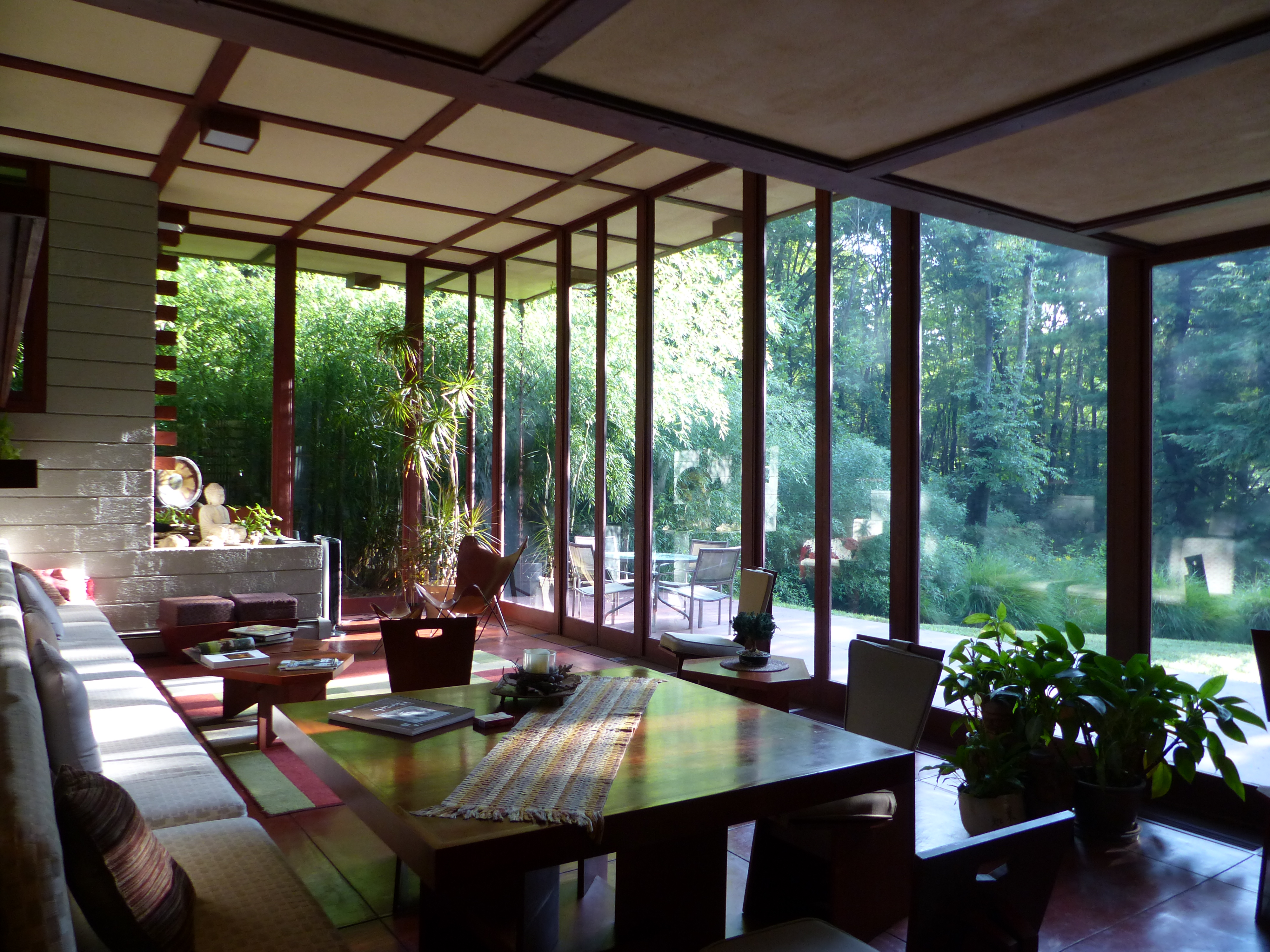
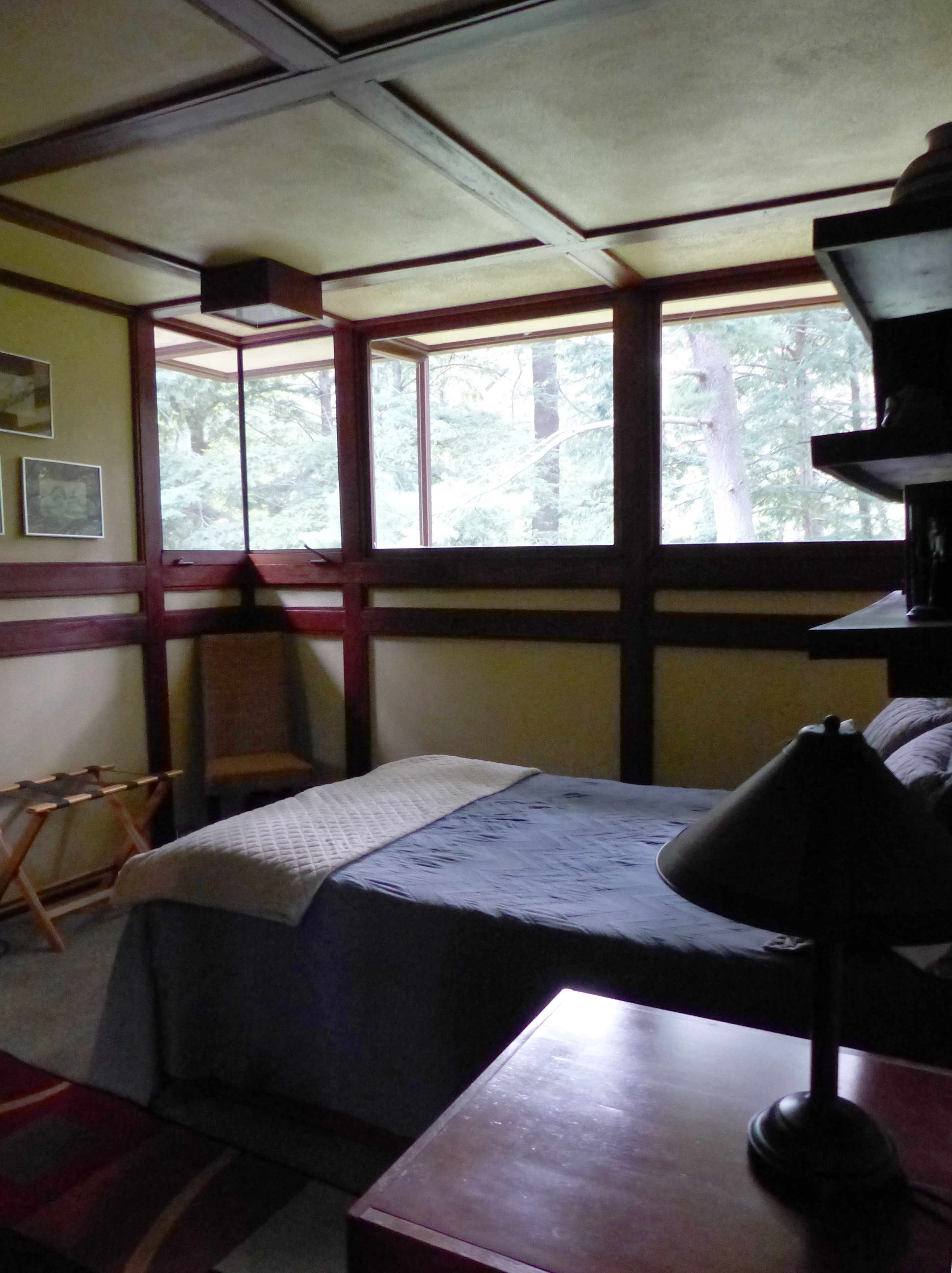
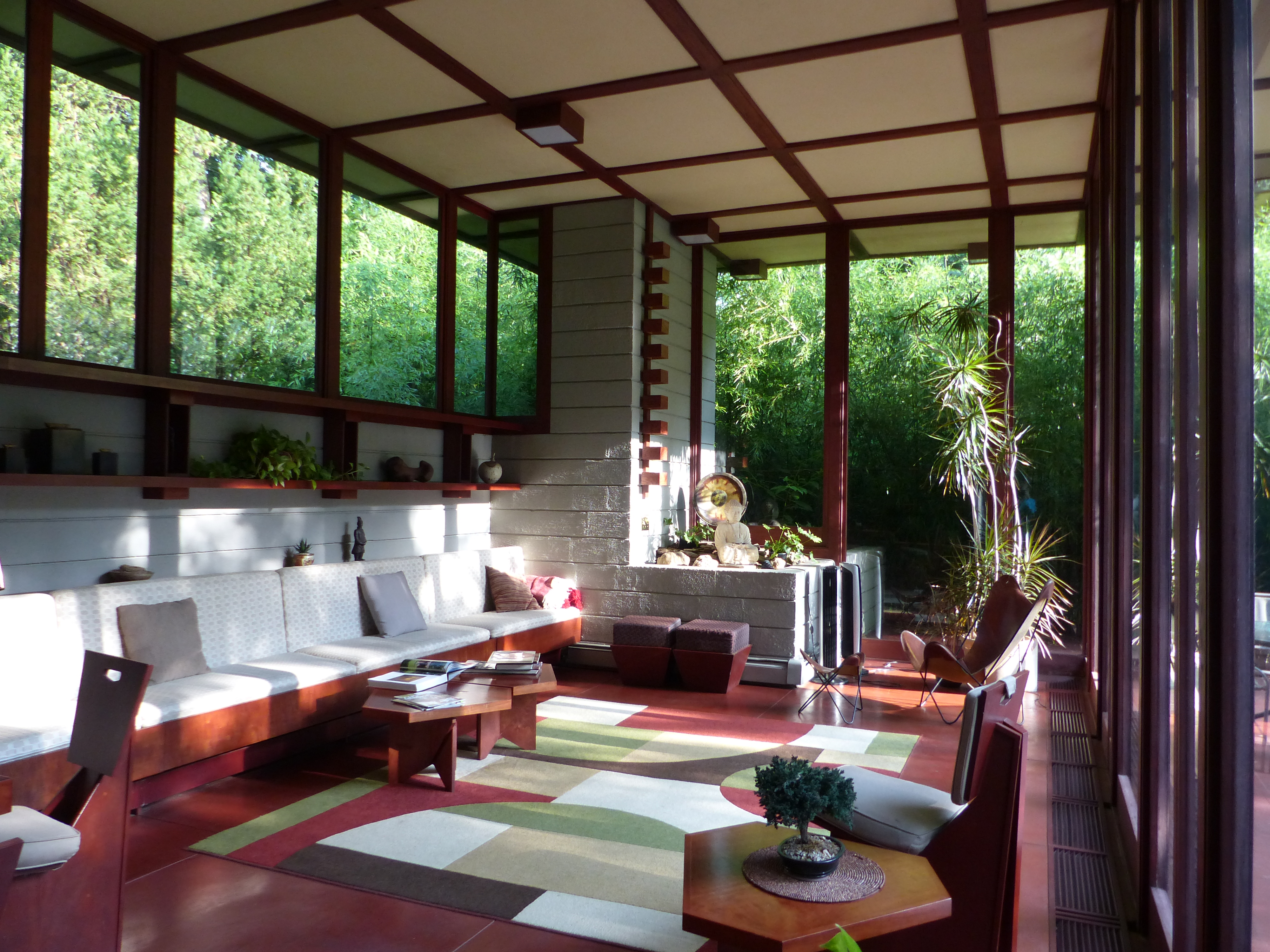
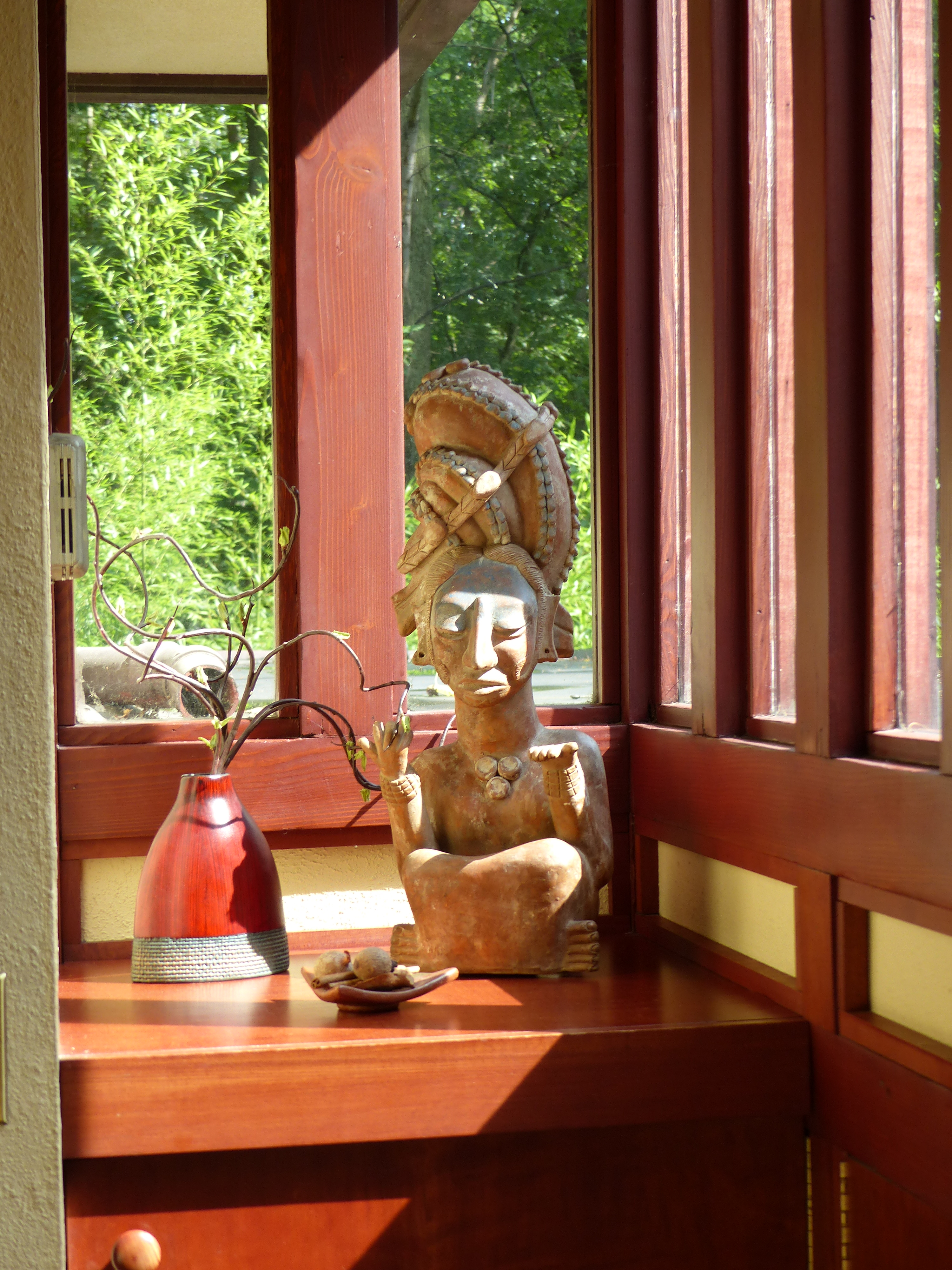
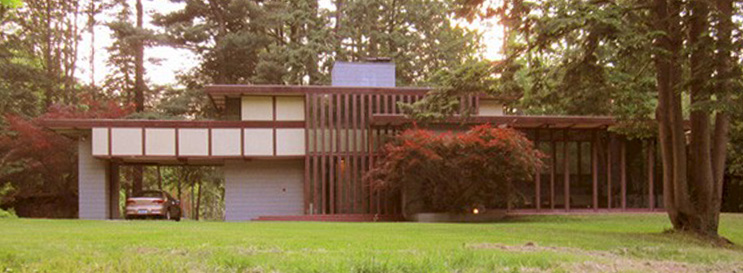

- Datos: Q6687955
- Multimedia: Louis Penfield House / Q6687955